# Kłow
Kłow (ukr. Клов) – zabytkowa dzielnica w stolicy Ukrainy – Kijowie. Obecnie Kłow znajduje się w administracyjnych granicach rejonu peczerskiego. W XI wieku zbudowano tu Monaster Kłowski, zniszczony w roku 1240 przez wojska Batu-chana. Główne ulice dzielnicy to Mecznykowa i Kłowśkyj uzwiz, gdzie znajduje się XVIII-wieczny pałac Kłowski. W dzielnicy tej położona jest też stacja metra Kłowśka.